# Notocelia trimaculana
Notocelia trimaculana es una especie de polilla del género Notocelia, tribu Eucosmini, familia Tortricidae. Fue descrita científicamente por Haworth en 1811.
La envergadura es de unos 15–18 milímetros. Se distribuye por Europa: Reino Unido.